# Männerschwarm Verlag
Der Männerschwarm Verlag ist ein deutsches Unternehmen mit Sitz in Berlin (bis 2018: Hamburg).
Das Programm des Buchverlags umfasst neben deutscher und internationaler Belletristik und wissenschaftlichem Sachbuch auch Comics (Ralf König) und Erotik.
Der Männerschwarm Verlag ist 1992 aus dem Hamburger Buchladen Männerschwarm hervorgegangen und firmierte in den Anfangsjahren unter dem Namen MännerschwarmSkript Verlag. Seit 2001 mit Band 26 verlegt er auch die historische Reihe Bibliothek rosa Winkel, welche zuvor im Verlag Rosa Winkel erschien. 2006/2007 wurde der Lagerbestand des liquidierten Verlags rosa Winkel übernommen und wieder verfügbar gemacht. Von 1993 bis 1996 erschienen im Männerschwarm Verlag die Werkstatt-Texte der Schwullesbischen Studien Bremen, von 2008 bis 2014 die Schriftenreihe Queer Lectures der Initiative Queer Nations e. V. Seit 1999 gibt der Verlag die Schriftenreihe Edition Waldschlösschen und Invertito, Jahrbuch für die Geschichte der Homosexualitäten heraus. Seit 2017 erschien in Kooperation mit Salzgeber Medien in Berlin in loser Folge die Edition Salzgeber. Im September 2018 wurde Salzgeber Medien neuer Mehrheitsgesellschafter und der Verlag firmierte um in Salzgeber Buchverlage GmbH mit Sitz in Berlin. Die neue Firma vereinigt die Verlagslabels Albino, Bruno Books und Männerschwarm.
Der Verlag ist Mitglied im Börsenverein des Deutschen Buchhandels und des Förderkreises der Kurt Wolff Stiftung. 2001 wurde der Männerschwarm Verlag mit der Programmprämie der Hamburger Kulturbehörde ausgezeichnet.